# Oppidum d'Ensérune
L'Oppidum d'Ensérune è un sito archeologico, comprendente le vestigia di un antico villaggio, occupato, senza interruzioni, tra il VI secolo a.C. ed il I d.C. ed un museo. È situato vicino al comune di Nissan-lez-Enserune, in Francia, tra le città di Béziers e Narbonne.
L'insediamento del sito in questo luogo è dovuto, con ogni probabilità, al fatto di permettere una buona visuale sulle pianure circostanti, di essere molto vicina al tracciato della Via Domitia e di disporre di terre fertili nelle vicinanze.

## Geologia
La collina d'Ensérune è formata da una roccia assai tenera (sabbie marine sedimentarie del miocene), ciò ha permesso di scavare i silo destinati a conservare i cereali.

## Storia antica
In seguito ai ritrovamenti archeologici, si è potuto stabilire che il sito è stato occupato permanentemente dal VI secolo a.C. al I d.C., con un notevole sviluppo urbano a partire dalla fine del V sec. Dal 500 al 300, si ebbe un incremento degli scambi commerciali, si tratta del periodo ellenistico del sito. In seguito (300 - 250 a.C.) arrivarono le popolazioni celto-galliche. L'oppidum venne distrutto alla fine del III sec., per ritrovare una certa prosperità con la fondazione di Narbonne da parte dei Romani nel 118 d.C. ed infine spegnersi verso il primo secolo dell'era cristiana.
Durante l'età del ferro (VIII-II sec. a.C.) Ensérune costituisce uno dei principali oppida del mediterraneo celtico.

## Archeologia

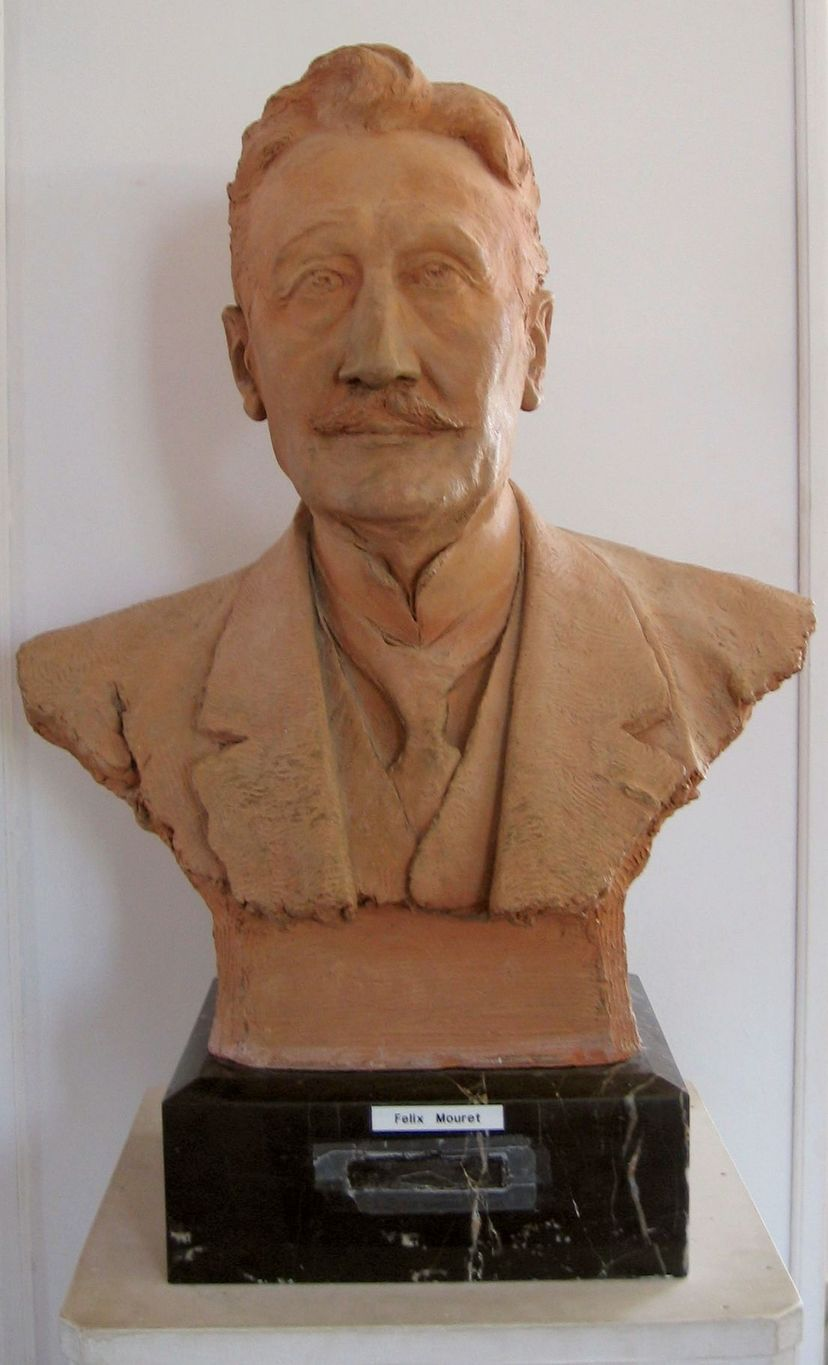
Félix Mouret

Tra il 1843 ed il 1860, l'abbate A. Ginieis, curato di Montady, réalizzò la prima esplorazione del sito. Nel 1915, Félix Mouret è il primo à scavare il suolo d'Ensérune; egli proseguirà il suo lavoro fino al 1928. Nel 1937, l'architetto in capo dei monumenti storici, Jules Formigué, installa la collezione Mouret ed i ritrovamenti successivi nella villa costruita sulla sommità nel 1915, dove è ancora possibile ammirarli. Vi si trovano un'impressionante collezione di ceramiche, che permettono d'osservare l'evoluzione culturale del sito.
Negli anni sessanta, un importante cantiere è assegnato ad Hubert Gallet de Santerre. Àlla fine degli anni ottanta e nel 1995, Martine Schwaller realizza altri scavi, in particolare su alcune tombe.
Infine, alla fine degli anni novanta, sono da menzionare gli scavi realizzati da Cécile Dubosse (sondaggi della zona sommitale) e da M.-E. Bellet (una zona artigiana).
Una necropoli è stata scoperta ad a ovest del sito.

## I silos del sito

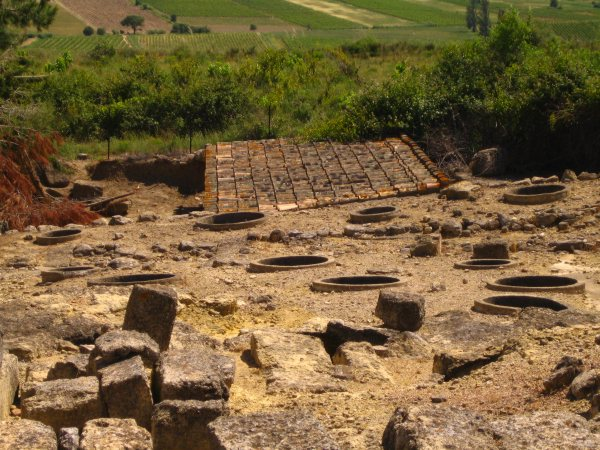
Alcuni silos dell'oppidum.

Il sito d'Ensérune è celebre per il fatto di ospitare un'importante quantità di moduli di stoccaggio (silos), scavati nelle rocce del sottosuolo. Infatti si possono contare più di 300 fosse sulla collina e nei dintorni. L'insieme di queste strutture rappresentano una capacità che può andare dai 10 000 agli 85 000 litri, con una forma generalmente ovoïdale.
Costruiti in tutto il periodo di utilizzo del sito, contrariamente a ciò che pensava Jean Jannoray negli anni '50 (realizzazione delle fosse prima del V sec. a.C., poi riutilizzo come cisterne, riempimento per permettere la costruzione di nuove abitazioni, ecc.), sono serviti come strutture di stoccaggio dei cereali. L'uso come riserve d'acqua è poco verosimile. Le riserve di cereali costituivano un elemento vitale per la sopravvivenza dei gruppi umani. Apparsi durante il neolitico, i silos per la conservazione dei cereali sono stati essenziali nell'organizzazione della maggior parte delle società umane.